# Vallée de rift

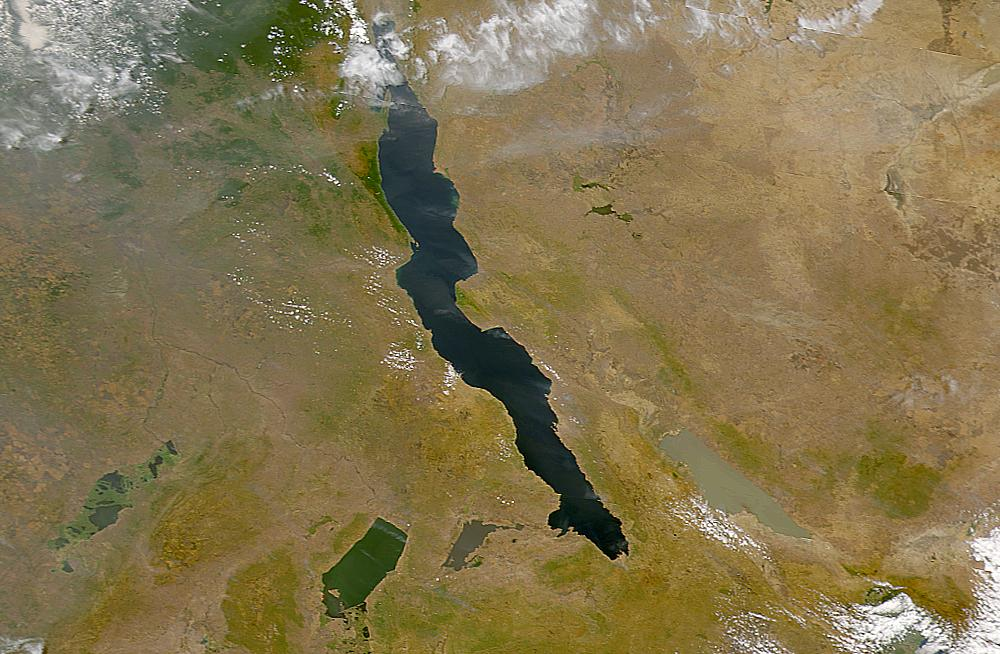
Vallée du Rift africain. De gauche à droite : le lac Upemba, le lac Mweru, le lac Tanganyika (le plus grand) et le lac Rukwa.

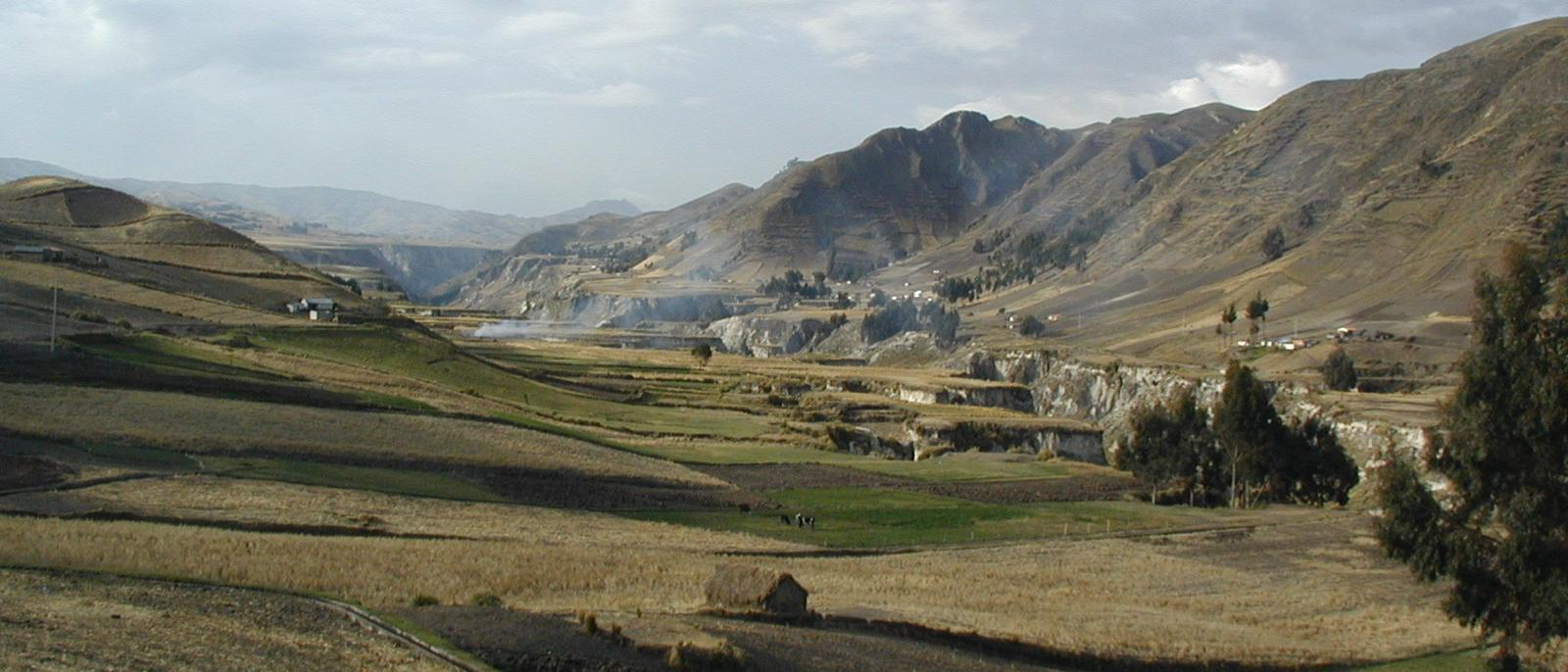
Une vallée du Rift près de Quilotoa, en Équateur.

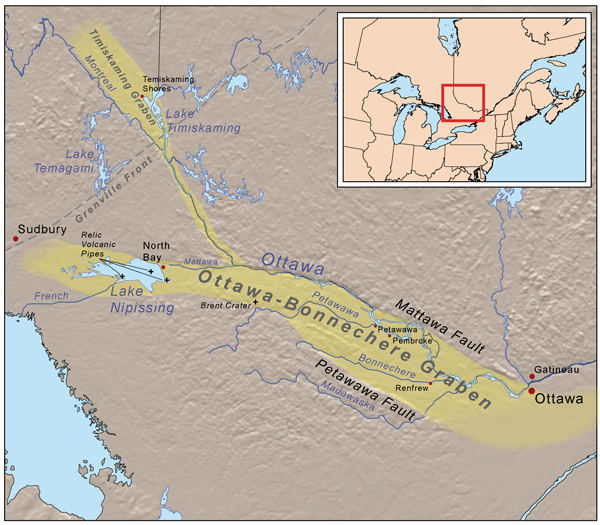
Le Graben Ottawa-Bonnechère

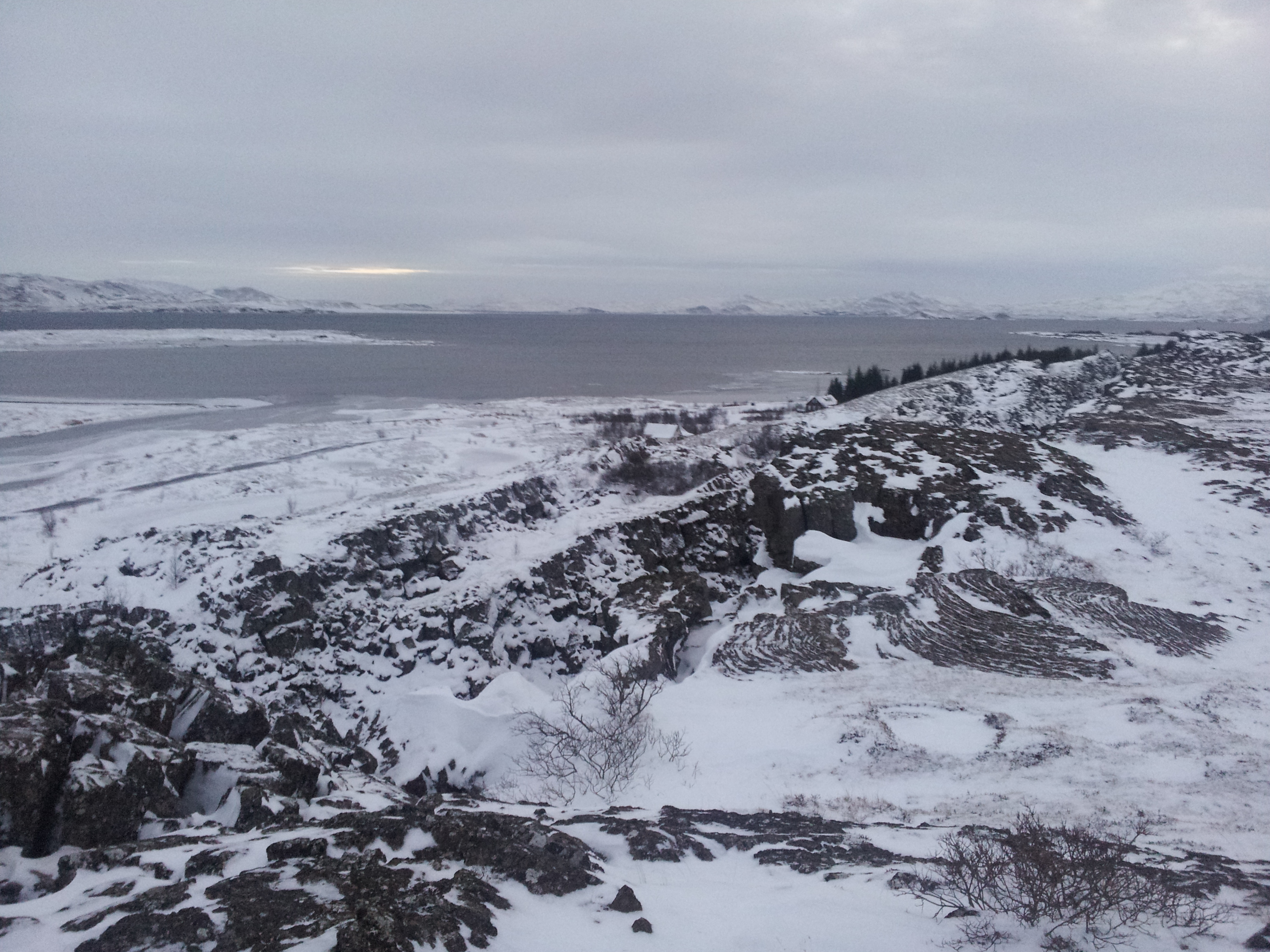
Þingvallavatn

Une vallée de rift ou vallée de fracture est une plaine de forme allongée située entre plusieurs hauts plateaux ou chaînes de montagnes produites par l'action d'un rift géologique. Ces failles sont consécutives à la cassure de la lithosphère en raison à l'extension tectonique. La dépression linéaire peut dès lors être approfondie par les forces d'érosion. Plus généralement, la vallée est probablement remplie de dépôts sédimentaires provenant des flancs du rift et des zones environnantes. Dans de nombreux cas, des lacs de rift se forment comme dans le rift est-africain, une des vallées de rift les plus connues. Sur Terre, ces failles peuvent se former à toutes les altitudes, du fond marin aux plateaux et chaînes de montagnes de la croûte continentale ou de la croûte océanique. Elles sont souvent associées à un certain nombre de vallées subsidiaires ou co-extensives adjacentes, qui sont généralement considérées comme faisant partie géologiquement de la principale vallée du rift.

## Les vallées de rift sur Terre
La vallée de rift la plus étendue est située le long de la crête du système de dorsales médio-océaniques et est le résultat de l'expansion des fonds océaniques. La dorsale médio-atlantique et la dorsale est-Pacifique sont des exemples de ce type de rift.
De nombreuses vallées du rift continental existantes sont le résultat d'un bras défaillant, appelé aulacogène, d'une triple jonction, bien qu'il y en ait deux qui soient actuellement actives : le rift est-africain et la zone du rift Baïkal, ainsi que la zone continentale du système du rift antarctique occidental qui pourrait être active. Dans ces configurations, non seulement la croûte, mais des plaques tectoniques entières sont en train de se briser pour former de nouvelles plaques. Dans l'avenir, les failles continentales finiront par devenir des failles océaniques.

Des vallées de rift d'un autre type résultent quant à elles de courbures ou de discontinuités dans des failles à déplacement horizontal, également appelées décrochements. Lorsque ces courbures ou discontinuités sont alignées dans la même direction que les mouvements relatifs le long de la faille, une extension se produit. Par exemple, pour une faille à déplacement latéral droit, une courbure vers la droite entraînera un étirement et donc un affaissement dans la zone de l'irrégularité. Selon de nombreux géologues, la Mer Morte est située dans une faille avec une discontinuité vers la gauche, appelée faille de transformation de la Mer Morte, présentant un déplacement latéral gauche. Lorsqu'une faille se divise en deux branches ou que celles-ci se trouvent à proximité l'une de l'autre, un phénomène d'extension de la croûte peut aussi se produire entre elles, causé par les différences de leurs mouvements. Deux types d'extension provoqués par des failles se manifestent alors généralement à petite échelle, créant des phénomènes tels que des étangs d'affaissement ou des glissements de terrain.

### Lacs de la vallée de rift
La plupart des plus grands lacs terrestres se nichent dans des vallées de rifts, à l'exemple du lac Baïkal en Sibérie qui se trouve dans une vallée de rift active. Ce lac, site du patrimoine mondial, est à la fois le plus profond et, avec 20 % de toute l’eau douce liquide de la planète, le plus grand volumineux. Le lac Tanganyika, deuxième selon les deux mesures, s'est formé dans le rift Albertin, le bras le plus occidental du rift actif d'Afrique de l'Est. Le lac Supérieur en Amérique du Nord, le plus grand lac d'eau douce en termes de superficie, remplit l'ancien rift médio-continental actuellement en dormance. Le plus grand lac sous-glaciaire, le lac Vostok, pourrait également se trouver dans une ancienne vallée de rift. Le lac Nipissing et le lac Témiscamingue en Ontario et au Québec, au Canada, sont formés à l'intérieur du graben d'Ottawa-Bonnechère — un graben étant une forme de vallée de rift. Þingvallavatn, le plus grand lac naturel islandais, est également un exemple de lac de rift.

## Vallées de rift extraterrestres
Des vallées de rift sont également observées sur d’autres planètes telluriques et satellites naturels. Les exogéologues considèrent que Valles Marineris, long de 4 000 km, sur Mars, constitue un vaste système de rift,. Certaines caractéristiques de Vénus, notamment Devana Chasma longue de 4 000 km et une partie de l'Eistla Regio occidentale, et peut-être aussi Alta et la région de Bell ont été interprétés par certains géologues planétaires comme des vallées de rift,. Les satellites naturels peuvent héberger ce paysage géologique de façon proéminente. Le Chasma d'Ithaca, long de 2 000 km, sur Téthys, dans le système de Saturne, en est un exemple frappant. Le Nostromo Chasma de Charon est le premier confirmé dans le système de Pluton, mais de grands gouffres atteignant 950 km de large observés sur Charon ont également été provisoirement interprétés par certains comme des failles géantes, et des formations similaires ont également été notées sur Pluton. Une étude récente suggère un système complexe d'anciennes vallées du rift lunaire, comprenant Vallis Rheita et Vallis Alpes. Le système d'Uranus présente également des exemples marquants, avec de grands « chasma » considérés comme des systèmes de vallées de rift géantes, notamment le Chasma Messina sur Titania, long de 1 492 km, le Kachina Chasma sur Ariel, long de 622 km, le Verona Rupes sur Miranda et le Mommur Chasma sur Obéron.

### Lectures complémentaires
- (en) E Bonatti, « Punctiform initiation of seafloor spreading in the Red Sea during transition from a continental to an oceanic rift », Nature, vol. 316, no 6023,‎ 1985, p. 33–37 (DOI 10.1038/316033a0, Bibcode 1985Natur.316...33B, S2CID 4355790)
- (en) Y. Mart et O. Dauteuil, « Analogue experiments of propagation of oblique rifts », Tectonophysics, vol. 316, nos 1–2,‎ 2000, p. 121–132 (DOI 10.1016/s0040-1951(99)00231-0, Bibcode 2000Tectp.316..121M)